# Might & Magic X: Legacy
Might & Magic X: Legacy ist ein Computer-Rollenspiel, entwickelt vom deutschen Unternehmen Limbic Entertainment und veröffentlicht von Ubisoft. Es wurde am 23. Januar 2014 als Downloadtitel für Microsoft Windows, später auch in einer „Old School Deluxe Box“, veröffentlicht. Eine Fassung für OS X ist derzeit in Entwicklung.
Am 27. März 2014 hat Ubisoft bzw. das Entwicklerteam von Limbic Entertainment das Ende von Might & Magic X: Legacy verkündet, es werde keine weiteren Veröffentlichungen für das Spiel mehr geben.

## Handlung
Die Handlung schließt nicht an den Vorgänger Might and Magic IX an, sondern führt die Entwicklung der Ereignisse aus dem Strategieableger Might & Magic: Heroes VI fort und spielt daher in der Fantasywelt Ashan. Die Halbinsel Agyn wird von bösartigen Kreaturen bedroht und die die Heldengruppe des Spielers versucht die Ursache dafür zu finden. Dabei stößt sie auf ein Geflecht von Intrigen.

## Spielprinzip
Der Spieler erstellt sich zu Beginn eine Heldengruppe aus vier Charakteren, wobei er die Wahl zwischen mehreren Rassen (Mensch, Ork, Elf, Zwerg) und zwölf Klassen (drei für jede Rasse) hat, jeweils eine „Might“-Klasse (Kämpfertypus), eine „Magic“-Klasse (Zauberanwender) und eine Hybridklasse. Ähnlich wie in Might and Magic VI: The Mandate of Heaven und Might and Magic VII: For Blood and Honor besitzt jede Klasse ein Talentsystem mit den Stufen Experte, Meister, Großmeister sowie eine Promotion-Quest.
Die natürlich gestaltete 3D-Welt wird aus der Egoperspektive wiedergegeben und ist schachbrettartig aufgeteilt. Die Fortbewegung der Heldengruppe erfolgt nicht frei, sondern blockweise von Feld zu Feld, wobei Richtungsveränderungen immer im 90°-Winkel erfolgen. Die Kämpfe sind rundenbasiert.

## Entwicklung
Mit der Veröffentlichung einer Teaser-Website am 15. März 2013 deutete Ubisoft die mögliche Entwicklung eines zehnten Titels der Reihe an, am 21. März folgte schließlich der offizielle Ankündigungstrailer. Ubisoft kündigte die Rückkehr zum blockartigen Spielprinzip der Might-&-Magic-Teile 1–5. Auch die Stimme von Sheltem, dem Hauptantagonisten der ersten fünf Spiele, war im Trailer zu hören.
Entwickelt wurde das Spiel vom deutschen Entwicklerstudio Limbic Entertainment unter Verwendung der Unity. Die Entwickler kündigten ein Spielprinzip ähnlich dem der World of Xeen (Might and Magic IV: Clouds of Xeen und Might and Magic V: Darkside of Xeen) an, aber auch die Übernahme von Ideen wie dem Talentsystem der späteren Serienteile. Durch den Wechsel des Szenarios verzichtet das Spiel auf die Übernahme der Science-Fiction-Elemente der früheren Serienteile. Might & Magic X setzt eine einmalige Aktivierung über Ubisofts Onlineplattform Uplay voraus. Weiterhin veröffentlichte Ubisoft Entwicklungswerkzeuge, die die Erstellung von Fan-Modifikationen erleichtern.
Am 14. März 2014 kündigte Ubisoft die Downloaderweiterung Der Falke und das Einhorn mit einer neuen Questreihe und neue Schauplätzen an, die am 27. März veröffentlicht wurde.

## Rezeption
Might & Magic X: Legacy erhielt gemischte Wertungen. Richard Cobbett von der PC Gamer bewertete den zehnten Teil trotz einiger Unzulänglichkeiten als ein erfolgreiches Tribut an den Retro-Spielstil: „Was Legacy trotz allem seinen Oldschool-Charme verleiht, ist, dass so sehr es auch unter einem offensichtlich geringen Budget und den spielmechanischen Opfergängen durch den Rückgriff auf die vorherige Dekade leidet, eine Liebe spürbar ist für seinen Stil, der die Action untermauert.“
Ein weiterer Kritikpunkt war Ubisofts Uplay-Service. Stace Harman von Eurogamer schrieb: „Unglücklicherweise ist nicht alles glorreich old-school, wie Ubisofts Beharren darauf, dass sich das Spiel über die Uplay-Plattform authentifizieren muss, beweist. Das ganze hat keinen spürbaren Vorteil für den Spieler, nur das Potential für mehr Komplikationen.“